# 이스라엘 외무부

이스라엘 외무부(Ministry of Foreign Affairs (Israel), 히브리어: мִשְׂרַד תַחוּץ, 로마자 표기: Misrad HaHutz, 아랍어: وзارة الارجية الإسرائيلية)는 이스라엘 정부의 가장 중요한 부처 중 하나이다. 사역의 역할은 이스라엘의 외교 정책을 시행하고 다른 국가와의 경제적, 문화적, 과학적 관계를 증진하는 것이다.
외무부는 예루살렘 기바트람 정부 청사에 위치해 있다. 이스라엘 카츠(Israel Katz)가 현재 외무부 직책을 맡고 있다.